# Emicho
Contele Emicho, a fost un conte în regiunea germană Renania la finele secolului al XI-lea și lider al "Cruciadei germane" din 1096. Mai este cunoscut ca Emicho de Leiningen sau Emich de Flonheim.
Ideea constituirii primei cruciade, proclamate de către papa Urban al II-lea la Conciliul de la Clermont în 1095, s-a transformat curând într-o mișcare populară, sub conducerea predicatorului Petru Pustnicul. Predicile lui Petru asupra ideii de cruciadă s-au răspândit mult mai rapid decât apelul oficial al lui Urban al II-lea. Punctul de vedere al lui Petru Pustnicul este cel care l-a influențat și pe Emicho, care răspândea propria sa versiune, potrivit căreia Mântuitorul i s-ar fi arătat, promițând să îl încoroneze ca împărat și să îl sprijine în operațiunea de convertire la creștinism a evreilor din Europa, dacă Emicho s-ar fi raliat cruciadei.
Emicho a urmat acest vis, iar în prima jumătate a anului 1096 a reușit să adune o armată, cu care a ajuns în luna mai în orașul german Speyer, după care a străbătut alte orașe din zona Rinului (Worms, Mainz, Köln, Trier și Metz), în fiecare procedând la convertirea forțată a comunitaților evreiești și la masacrarea nemiloasă a celor care opuneau rezistență. Doar la Worms 800 de evrei au fost asasinați, iar la Mainz numărul victimelor s-a ridicat la 1.000. Între timp, mulțimea adunată în jurul lui Petru Pustnicul opera în același sens în alte orașe.
Se pare că Emicho ar fi fost impulsionat în acest sens de lăcomie, dat fiind că avea nevoie de bani pentru a-și finanța armata, iar comunitățile evreiești erau recunoscute ca fiind bogate. De asemenea, se pare că el trăia cu certitudinea că populația evreiască era la fel de dușmană față de creștini pe cât era cea musulmană în Siria. La început, evreii din zona renană au căutat să ofere bani lui Emicho pentru a-l convinge să plece mai departe, dar, cu toate că le-a acceptat sumele de bani, Emicho a continuat să îi convertească în mod forțat sau să îi ucidă pe evrei. După cum unul dintre cruciați îi explica unui rabin: "Voi sunteți copiii celor care L-au ucis pe Cel pe care noi Îl venerăm [...]; și Acela chiar a spus: 'Va veni odată o zi în care copiii mei vor veni și vor răzbuna sângele meu.'"
Se spune că au existat cazuri în unele comunități evreiești în care mamele preferau să își ucidă propriii copii pentru a evita astfel convertirea acestora. Pe de altă parte, sunt înregistre nu puține cazuri în care episcopii unor orașe renane ar fi încercat să îi protejeze pe supușii evrei, dar nu au avut succes, cu excepția evreilor din orașul Speyer.
Trupele lui Emicho au atras mulți partizani, inclusiv - potrivit legendei - un grup de adoratori ai unei gâște pe care o credeau ca fiind plină de har.
Armata lui Emicho a continuat să coboare pe valea Rinului, până a ajuns la Dunăre, pe cursul căreia a continuat înaintarea, trecând în Ungaria. Odată ajunși aici și rămânând fără bani și provizii, s-au dedat la jefuirea teritoriului maghiar. Drept rezultat, o bună parte din trupe au fost ucise de către localnici; cei rămași au reușit să se ralieze celorlalte armate cruciate, în vreme ce Emicho s-a întors acasă, unde a întâmpinat disprețul tuturor din cauză că nu a fost în stare să își îndeplinească jurământul de a cuceri Ierusalimul.